# Oryzaephilus exiguus
Oryzaephilus exiguus es una especie de coleóptero de la familia Silvanidae.

## Distribución geográfica
Habita en Malí, Chad, Costa de Marfil, Ghana,  Nigeria y Camerún.